# Raúl González (handbollstränare)
Raúl González Gutiérrez, född 8 januari 1970 i Valladolid, är en spansk handbollstränare och tidigare handbollsspelare (mittnia). Han är sedan 2018 tränare för det franska stjärnlaget Paris Saint-Germain HB.
Som spelare var Raúl González med och tog OS-brons 1996 i Atlanta.
2005–2013 var Raúl González assisterande tränare till Talant Dujshebaev i BM Ciudad Real och BM Atlético de Madrid, 2014–2018 var han huvudtränare för RK Vardar och 2017–2019 förbundskapten för Makedoniens herrlandslag (nuvarande Nordmakedonien).

## Klubbar som spelare
- BM Valladolid (1987–2005)

## Tränaruppdrag
- BM Ciudad Real (assisterande, 2005–2011)
- BM Atlético de Madrid (assisterande, 2011–2013)
- RK Vardar (2014–2018)
- Makedonien (2017–2019)
- Paris Saint-Germain HB (2018–)